# Dobrinja
Dobrinja (in cirillico: Добриња?) è un quartiere nella periferia occidentale di Sarajevo, parte del comune di Novi Grad. Si stima che la popolazione sia di circa 40 000 abitanti.
Il quartiere sorge appena a nord dell'Aeroporto Internazionale di Sarajevo.

## Origine del nome
Il nome Dobrinja deriva dal breve fiume omonimo che lo attraversa.

## Storia
La prima fase di costruzione dell'insediamento fu completata nel 1983 con le aree di insediamento di Dobrinja I e Dobrinja II, utilizzate come villaggio olimpico per l'alloggio di sportivi e giornalisti stranieri a Sarajevo durante le Olimpiadi invernali del 1984.
Queste aree comprendevano due quartieri residenziali, una scuola e una linea di filobus che le collegavano al centro città.
Dobrinja III, con la sua scuola elementare, rappresentò la fase successiva nella seconda metà degli anni Ottanta, seguita dalla costruzione delle aree di Dobrinja IV e Dobrinja V, all'inizio degli anni Novanta.
Questi insediamenti più recenti subirono i danni maggiori durante il conflitto, poiché sono stati ripetutamente bombardati dall'Esercito della Repubblica Serba di Bosnia ed Erzegovina. Nel complesso, durante l'assedio di Sarajevo (1992-1995), Dobrinja fu il quartiere più bombardato di Sarajevo.

### Massacro di Dobrinja
Il massacro di Dobrinja fu uno degli episodi più gravi del conflitto in Bosnia ed Erzegovina. L'attacco avvenne alle ore 10:20 del 1º giugno 1993, nel quartiere di Dobrinja. Due colpi di mortaio, lanciati da postazioni controllate dalle forze serbo-bosniache, colpirono un campo da calcio dove un gruppo di giovani stava disputando una partita improvvisata in occasione del primo giorno della festività musulmana del Kurban-bairam. Al momento dell’attacco, circa 200 persone erano presenti come spettatori.

Secondo le Nazioni Unite, l'attacco causò 13 vittime e 133 feriti, anche se le fonti giornalistiche dell'epoca riportarono un numero di morti variabile tra 11 e 15.
All'epoca, fu l'evento più letale che coinvolse civili dalla decisione delle Nazioni Unite di imporre sanzioni contro la Repubblica Federale di Jugoslavia un anno prima.

## Cultura

### Istruzione
Dobrinja ospita oggi quattro scuole primarie, due scuole secondarie, il Ginnasio di Dobrinja (in bosniaco Gimnnazija Dobrinja) e il Quinto Liceo di Sarajevo (Peta gimnazija).

## Geografia antropica
La maggior parte di Dobrinja si trova a ovest della Linea di Confine Inter-Entità, nel comune di Novi Grad, nel territorio del Cantone di Sarajevo. Solo le sue parti orientali (l'insediamento di Dobrinja IV, Soko e parti dell'insediamento di Dobrinja I) si trovano nel territorio della Repubblica Serba di Bosnia ed Erzegovina, nel comune di Istočna Ilidža.
Nel caso di Dobrinja, il confine tra le entità ha creato alcuni problemi, poiché attraversava condomini e singoli appartamenti. Gli abitanti erano spesso confusi su dove reperire i servizi di pubblica utilità, come l'elettricità, l'acqua o i servizi postali. In risposta, sono stati fatti alcuni tentativi per rivedere la linea di confine attraverso Dobrinja, ma le comunità coinvolte non sono riuscite a raggiungere un accordo. Nel 2001, l'Alto Rappresentante internazionale nominò un ex giudice della Corte di Circuito irlandese, Diarmuid Sheridan, come arbitro indipendente, che ridisegnava la linea di confine tra le entità, andando a eliminare così i problemi più urgenti dei residenti degli insediamenti di Dobrinja I e Dobrinja IV.

### Suddivisioni amministrative
Dobrinja è composta da quattro comunità locali: Mjesna zajednica "Dobrinja A", Mjesna zajednica "Dobrinja B", Mjesna zajednica "Dobrinja C" e Mjesna zajednica "Dobrinja D".

## Galleria d'immagini

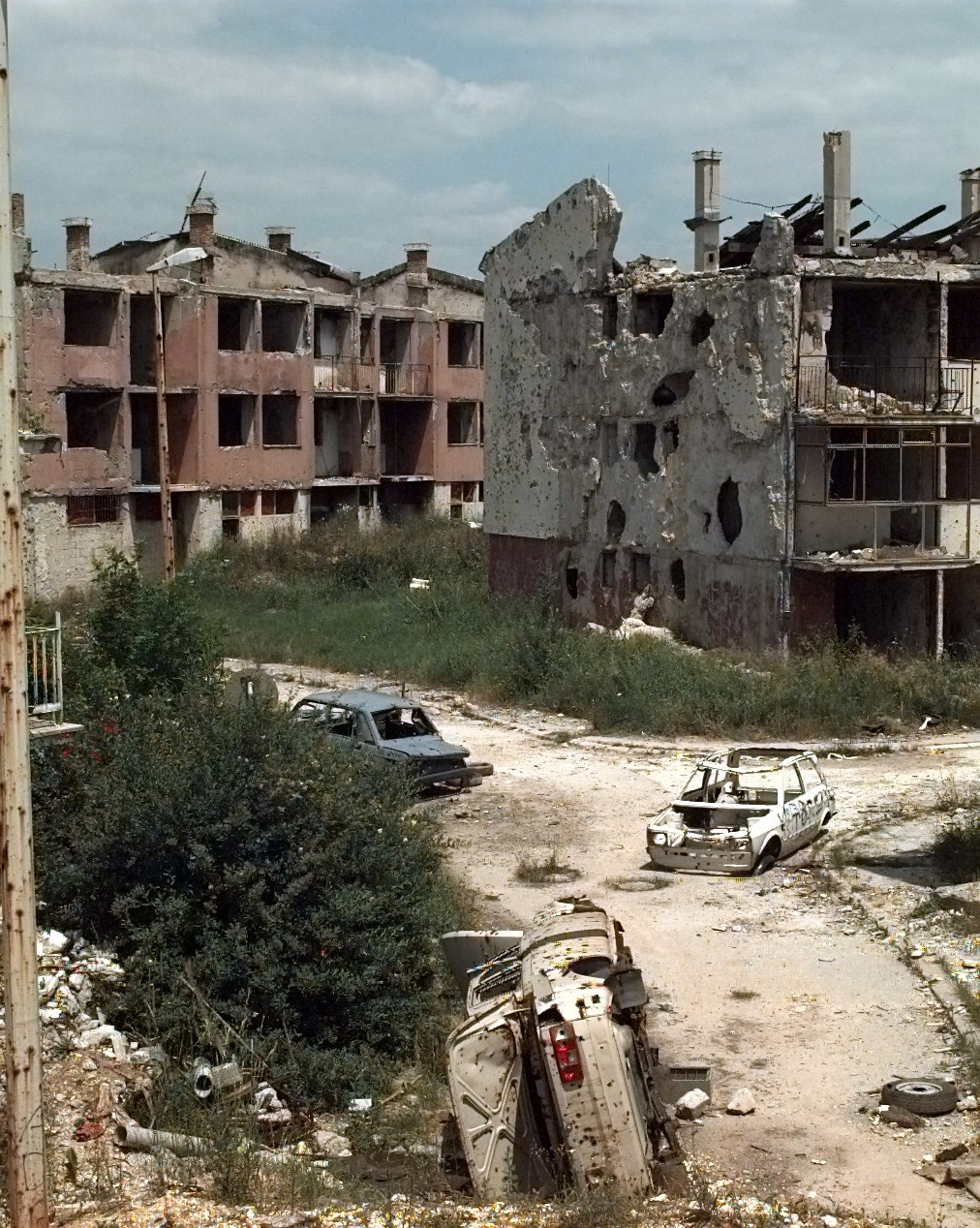
Dobrinja nel 1996.
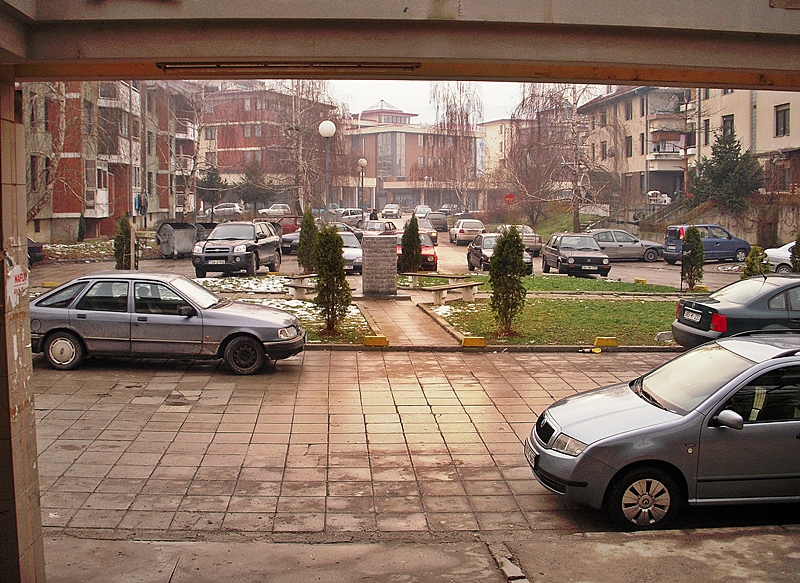
Cortile di un complesso residenziale di Dobrinja nel 2012.
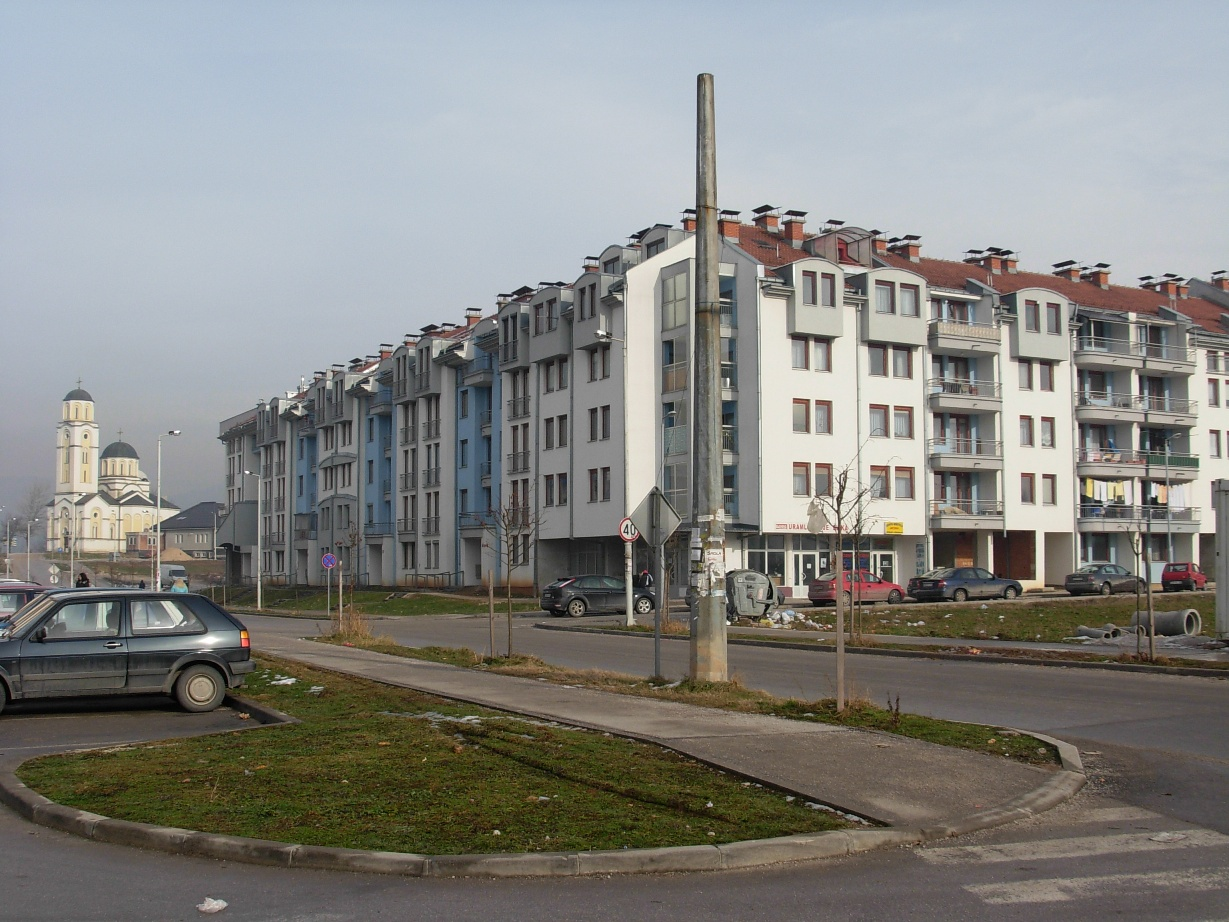
Nuovi edifici residenziali a Dobrinja e la chiesa di San Basilio di Ostrogo.
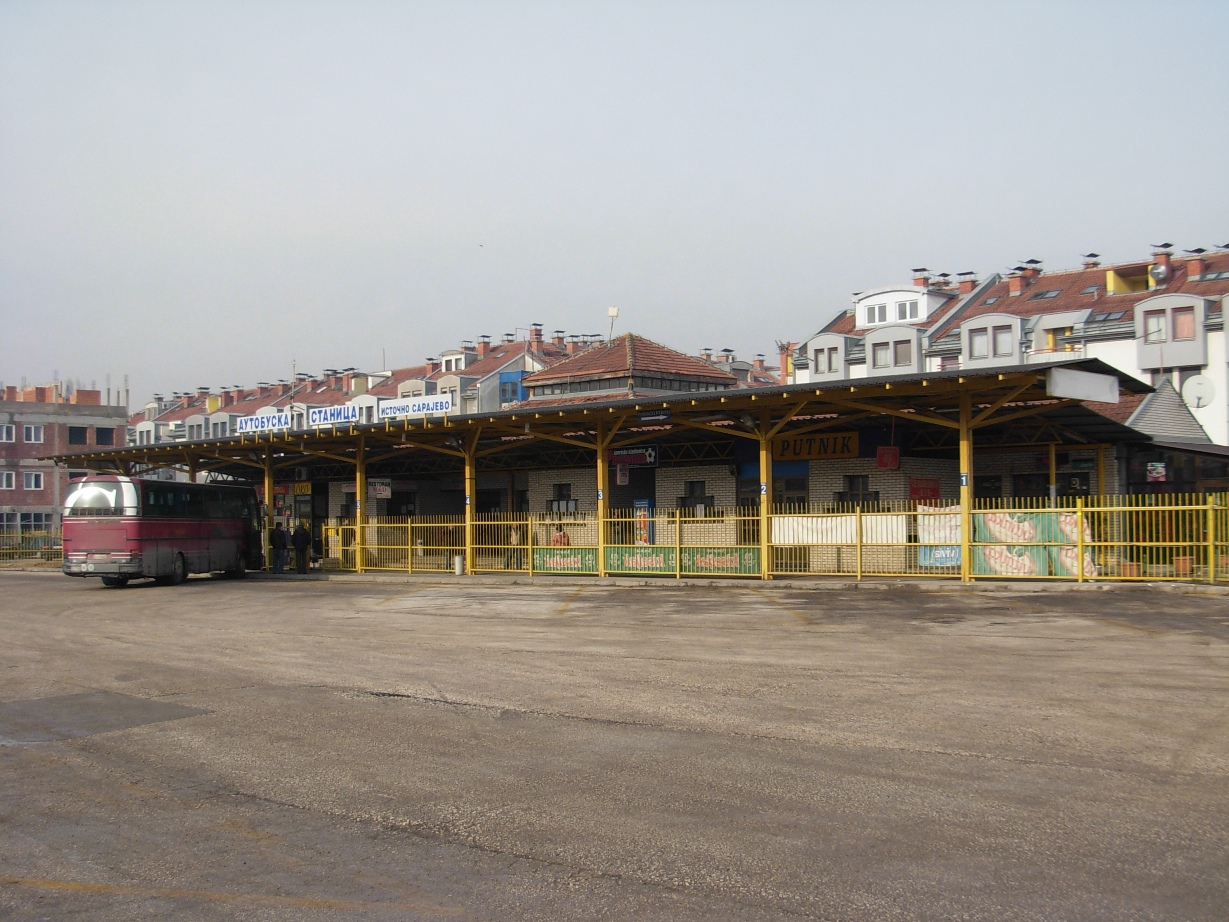
Autostazione di Sarajevo Est.